# Vrbaska banovina
Vrbaska banovina je bila banovina (provincija, regija) Kraljevine Jugoslavije od 1929. do 1941. godine. Dobila je ime po rijeci Vrbas i nalazila se najvećim dijelom na području današnje Bosne i Hercegovine, s administrativim centrom u Banjoj Luci. Dvor, koji se nalazi u današnjoj Hrvatskoj, je također bio u sastavu Vrbaske banovine.
U Vrbaskoj banovini, 1931. godine je živilo 1.037.382 stanovnika. Najbrojnije vjerske grupe su bile: pravoslavci sa 600.529 (58%) stanovnika, zatim muslimani s 250.265 (24%) i katolici sa 172.787 (17%) stanovnika.
1939., jedan dio Vrbaske banovine na sjeveru je pripojen novooformljenoj Hrvatskoj banovini. 
1941. godine, u Drugom svjetskom ratu, Sile osovine su okupirale Vrbasku banovinu i pripojili je Nezavisnoj Državi Hrvatskoj. Poslije završetka Drugog svjetskog rata, najveći dio Vrbaske banovine je pripao Socijalističkoj Republici Bosni i Hercegovini u okviru Socijalističke Federativne Republike Jugoslavije, dok je Dvor pripao Socijalističkoj Republici Hrvatskoj.

## Banovi
- Svetislav Milosavljević (1929. – 1934.)
- Dragoslav Đorđević (1934. – 1935.)
- Bogoljub Kujundžić (1935. – 1937.)
- Todor Lazarević (1937. – 1938.)
- Petar Cvetković (1938. – 1941.)
- Nikola Stojanović (1941.)